# Comayagua taeniata
Comayagua taeniata är en insektsart som beskrevs av Rauno E. Linnavuori och Delong 1978. Comayagua taeniata ingår i släktet Comayagua och familjen dvärgstritar. Inga underarter finns listade i Catalogue of Life.